# Mutajärvi (sjö i Enare, Lappland)
Mutajärvi är en sjö i kommunen Enare i landskapet Lappland i Finland. Sjön ligger 152 meter över havet. Arean är 56 hektar och strandlinjen är 9,78 kilometer lång. Sjön  ingår i Pasvik älvs huvudavrinningsområde.   Den ligger omkring 330 kilometer norr om Rovaniemi och omkring 1000 kilometer norr om Helsingfors. 